# موزس وودرف دود
موزس وودرف دود (بالإنجليزية: Moses Woodruff Dodd)‏ ـ (11 نوفمبر 1813 ـ 8 أبريل 1899) هو مؤسس شركة نشر في مدينة نيويورك سميت لاحقًا شركة دود وميد. اشترك في تأسيسها مع الناشر جون تايلور سنة 1839، وكان الهدف من تأسيسها نشر الكتب الدينية.